# 1032
1032 (MXXXII) fue un año bisiesto comenzado en sábado del calendario juliano.

## Acontecimientos
- 21 de octubre,  Benedicto IX, es elegido papa.[1]

## Nacimientos
- 16 de febrero, Yingzong, quinto emperador de la Dinastía Song de China.

## Fallecimientos
- Octubre, Juan XIX
- Rodolfo III de Borgoña, rey de Borgoña.